# Cryphia pelidna
Cryphia pelidna är en fjärilsart som beskrevs av Charles Boursin 1968. Cryphia pelidna ingår i släktet Cryphia och familjen nattflyn. Inga underarter finns listade i Catalogue of Life.